# Region Neuengland (Little League Baseball World Series)
Die Region Neuengland ist eine der zehn Regionen der Vereinigten Staaten, welche Teilnehmer an die Little League Baseball World Series, das größte Baseball-Turnier für Jugendliche, entsendet. Die Region Neuengland nimmt schon seit 1957 an diesem Turnier teil, damals noch unter der Bezeichnung Region Ost. Als sich 2001 das Teilnehmerfeld verdoppelt hatte, wurde die Region Ost in die Regionen Mittelatlantik und Neuengland aufgeteilt.

## Teilnehmende Staaten

Teilnehmer der Region Neuengland

In dieser Region sind die Bundesstaaten organisiert, welche auch geografisch zu Neuengland gezählt werden:
- Connecticut
- Maine
- Massachusetts
- New Hampshire
- Rhode Island
- Vermont

Nach der Little League World Series 2021 sollten Connecticut und Rhode Island in die neue Region Metro umziehen. Die Region Metro ist eine der beiden neuen US-Regionen, die im Rahmen einer geplanten Erweiterung der LLWS von 16 auf 20 Teams geschaffen werden sollte. Diese Erweiterung wurde eigentlich für das Jahr 2021 geplant, wurde aber durch die COVID-19-Pandemie auf das Folgejahr 2022 verschoben.

## Regionale Meisterschaften
Die jeweiligen Gewinnermannschaften der regionalen Meisterschaften sind in grün markiert.
| Jahr | Connecticut                                   | Maine                                         | Massachusetts                                 | New Hampshire                                 | Rhode Island                                  | Vermont                                       |
| ---- | --------------------------------------------- | --------------------------------------------- | --------------------------------------------- | --------------------------------------------- | --------------------------------------------- | --------------------------------------------- |
| 2001 | Yalesville LL Wallingford                     | Lincoln County LL Damariscotta                | Pittsfield South LL Pittsfield                | Manchester East LL Manchester                 | Lincoln LL Lincoln                            | South Burlington LL South Burlington          |
| 2002 | Orange LL Orange                              | Westbrook LL Westbrook                        | Jesse Burkett LL Worcester                    | Portsmouth LL Portsmouth                      | Portsmouth LL Portsmouth                      | Essex Junction LL Essex Junction              |
| 2003 | North Stamford LL Stamford                    | Augusta West LL Augusta                       | Saugus American LL Saugus                     | Rye LL Rye                                    | Lincoln LL Lincoln                            | South Burlington LL South Burlington          |
| 2004 | Berlin LL Berlin                              | West Biddeford LL Biddeford                   | Jesse Burkett LL Worcester                    | Portsmouth LL Portsmouth                      | Lincoln LL Lincoln                            | Essex Junction LL Essex Junction              |
| 2005 | Farmington LL Farmington                      | Westbrook LL Westbrook                        | Dudley LL Dudley                              | Bedford LL Bedford                            | Cranston Western LL Cranston                  | Shelburne LL Shelburne                        |
| 2006 | Glastonbury American LL Glastonbury           | Yarmouth LL Yarmouth                          | Peabody Western LL Peabody                    | Portsmouth LL Portsmouth                      | Lincoln LL Lincoln                            | Colchester LL Colchester                      |
| 2007 | Shelton National LL Shelton                   | Portland North LL Portland                    | Walpole American LL Walpole                   | Portsmouth LL Portsmouth                      | Cranston Western LL Cranston                  | Essex Junction LL Essex Junction              |
| 2008 | Shelton National LL Shelton                   | Camden-Rockport LL Camden                     | Parkway National LL Boston (West Roxbury)     | Manchester North LL Manchester                | Cranston Western LL Cranston                  | Williston LL Williston                        |
| 2009 | Glastonbury National LL Glastonbury           | Bangor East LL Bangor                         | Peabody Western LL Peabody                    | Portsmouth LL Portsmouth                      | Lincoln LL Lincoln                            | Brattleboro LL Brattleboro                    |
| 2010 | Fairfield American LL Fairfield               | Bangor East LL Bangor                         | Southborough Youth LL Southborough            | Portsmouth LL Portsmouth                      | Cumberland National LL Cumberland             | Shelburne LL Shelburne                        |
| 2011 | Fairfield American LL Fairfield               | Yarmouth LL Yarmouth                          | Andover National LL Andover                   | Goffstown LL Goffstown                        | Cumberland American LL Cumberland             | Barre Community LL Barre                      |
| 2012 | Fairfield American LL Fairfield               | Scarborough LL Scarborough                    | Wellesley South LL Wellesley                  | Bedford LL Bedford                            | Coventry American LL Coventry                 | South Burlington LL South Burlington          |
| 2013 | Westport LL Westport                          | Saco LL Saco                                  | Newton SouthEast LL Newton                    | Rye LL Rye                                    | Lincoln LL Lincoln                            | South Burlington LL South Burlington          |
| 2014 | Fairfield American LL Fairfield               | Falmouth LL Falmouth                          | Barnstable Tom Wallace American LL Barnstable | Goffstown Junior Baseball LL Goffstown        | Cumberland American LL Cumberland             | Williston LL Williston                        |
| 2015 | Waterford LL Waterford                        | Biddeford LL Biddeford                        | Newton SouthEast LL Newton                    | Bedford Baseball LL Bedford                   | Cranston Western LL Cranston                  | South Burlington LL South Burlington          |
| 2016 | Fairfield American LL Fairfield               | Scarborough LL Scarborough                    | Wellesley South LL Wellesley                  | Bedford Baseball LL Bedford                   | Warwick North LL Warwick                      | Brattleboro LL Brattleboro                    |
| 2017 | Fairfield American LL Fairfield               | South Portland American LL South Portland     | Holden LL Holden                              | Goffstown Junior Baseball LL Goffstown        | Cumberland American LL Cumberland             | Essex Junction LL Essex Junction              |
| 2018 | Fairfield American LL Fairfield               | Saco LL Saco                                  | Pittsfield American LL Pittsfield             | Goffstown Junior Baseball LL Goffstown        | Coventry LL Coventry                          | South Burlington LL South Burlington          |
| 2019 | Madison LL Madison                            | Lewiston LL Lewiston                          | Walpole LL Walpole                            | Goffstown Junior Baseball LL Goffstown        | Barrington LL Barrington                      | Connecticut Valley North LL Bradford          |
| 2020 | Nicht ausgetragen wegen der COVID-19-Pandemie | Nicht ausgetragen wegen der COVID-19-Pandemie | Nicht ausgetragen wegen der COVID-19-Pandemie | Nicht ausgetragen wegen der COVID-19-Pandemie | Nicht ausgetragen wegen der COVID-19-Pandemie | Nicht ausgetragen wegen der COVID-19-Pandemie |
| 2021 | Manchester LL Manchester                      | Saco/Dayton LL Saco                           | Peabody West LL Pittsfield                    | North Manchester-Hooksett LL Hooksett         | Coventry LL Coventry                          | Essex Town LL Essex                           |

## Resultate bei den Little League World Series

### Nach Jahr
| Jahr | Mannschaft                                    | Stadt                                         | Klassierung                                   | W-L                                           |
| ---- | --------------------------------------------- | --------------------------------------------- | --------------------------------------------- | --------------------------------------------- |
| 2001 | Lincoln LL                                    | Lincoln                                       | Gruppenphase                                  | 0–3                                           |
| 2002 | Jesse Burkett LL                              | Worcester                                     | 4. Platz                                      | 3–3                                           |
| 2003 | American LL                                   | Saugus                                        | 4. Platz                                      | 4–2                                           |
| 2004 | Lincoln LL                                    | Lincoln                                       | Gruppenphase                                  | 1–2                                           |
| 2005 | Westbrook LL                                  | Westbrook                                     | Gruppenphase                                  | 1–2                                           |
| 2006 | Portsmouth LL                                 | Portsmouth                                    | US Halbfinale                                 | 2–2                                           |
| 2007 | Walpole American LL                           | Walpole                                       | Gruppenphase                                  | 1–2                                           |
| 2008 | Shelton National LL                           | Shelton                                       | Gruppenphase                                  | 1–2                                           |
| 2009 | Peabody Western LL                            | Peabody                                       | Gruppenphase                                  | 1–2                                           |
| 2010 | Fairfield American LL                         | Fairfield                                     | Gruppenphase                                  | 1–2                                           |
| 2011 | Cumberland American LL                        | Cumberland                                    | Runde 1                                       | 1–2                                           |
| 2012 | Fairfield American LL                         | Fairfield                                     | Runde 3                                       | 2–2                                           |
| 2013 | Westport LL                                   | Westport                                      | 4. Platz                                      | 3–3                                           |
| 2014 | Cumberland American LL                        | Cumberland                                    | Runde 2                                       | 1–2                                           |
| 2015 | Cranston Western LL                           | Cranston                                      | Runde 2                                       | 1–2                                           |
| 2016 | Warwick North LL                              | Warwick                                       | Runde 2                                       | 1–2                                           |
| 2017 | Fairfield American LL                         | Fairfield                                     | US-Halbfinal                                  | 3-2                                           |
| 2018 | Coventry LL                                   | Coventry                                      | Runde 2                                       | 0–2                                           |
| 2019 | Barrington LL                                 | Barrington                                    | Runde 2                                       | 1-2                                           |
| 2020 | Nicht ausgetragen wegen der COVID-19-Pandemie | Nicht ausgetragen wegen der COVID-19-Pandemie | Nicht ausgetragen wegen der COVID-19-Pandemie | Nicht ausgetragen wegen der COVID-19-Pandemie |
| 2021 | North Manchester-Hooksett LL                  | Hooksett                                      | Runde 3                                       | 2-2                                           |
| 2021 | Manchester LL                                 | Manchester                                    | Runde 1                                       | 0-2                                           |

*Wegen der COVID-19-Pandemie lud Little League International keine internationalen Mannschaften zum LLWS 2021 ein. Anstelle dessen wurden die zwei obersten US-Mannschaften jeder Region qualifiziert.

 Stand nach den Little League World Series 2021

### Nach Staat
| Staat         | Neuengland Meisterschaften | W-L an den LLWS | %    |
| ------------- | -------------------------- | --------------- | ---- |
| Rhode Island  | 8                          | 7–17            | .292 |
| Connecticut   | 5                          | 10–13           | .435 |
| Massachusetts | 4                          | 9–9             | .500 |
| New Hampshire | 2                          | 4–4             | .500 |
| Maine         | 1                          | 1–2             | .333 |
| Vermont       | 0                          | 0–0             | –    |
| Total         | 20                         | 31-45           | .408 |

 Stand nach den Little League World Series 2021